# IEEE 802.11 (mode heretat)
| Generació                                                                                      | IEEE estàndard | Adoptat   | Màxim (Mb/s) | Radio freqüènciA (GHz) |
| ---------------------------------------------------------------------------------------------- | -------------- | --------- | ------------ | ---------------------- |
| (Wi-Fi 0*)                                                                                     | 802.11         | 1997      | 1–2          | 2.4                    |
| (Wi-Fi 1*)                                                                                     | 802.11b        | 1999      | 1–11         | 2.4                    |
| (Wi-Fi 2*)                                                                                     | 802.11a        | 1999      | 6–54         | 5                      |
| (Wi-Fi 3*)                                                                                     | 802.11g        | 2003      | 6–54         | 2.4                    |
| Wi-Fi 4                                                                                        | 802.11n        | 2009      | 6.5–600      | 2.4, 5                 |
| Wi-Fi 5                                                                                        | 802.11ac       | 2013      | 6.5–6933     | 5                      |
| Wi-Fi 6                                                                                        | 802.11ax       | 2021      | 0.4–9608     | 2.4, 5                 |
| Wi-Fi 6E                                                                                       | 802.11ax       | 2021      | 0.4–9608     | 2.4, 5, 6              |
| Wi-Fi 7                                                                                        | 802.11be       | 2024      | 0.4–23,059   | 2.4, 5, 6              |
| Wi-Fi 8                                                                                        | 802.11bn       | exp. 2028 | 100,000      | 2.4, 5, 6              |
| *Wi‑Fi 0, 1, 2, i 3 s'anomenen per referència antiga. No existeixen a la nomenclatura oficial. |                |           |              |                        |

IEEE 802.11 (mode heretat) – o més correctament IEEE 802.11-1997 o IEEE 802.11-1999 – fa referència a la versió original de l'estàndard de xarxes sense fils IEEE 802.11 publicat el 1997 i clarificat el 1999. La majoria dels protocols descrits per aquesta primera versió s'utilitzen rarament avui dia.

## Descripció
Especificava dues velocitats de dades en brut d'1 i 2 megabits per segon (Mbit/s) per ser transmeses mitjançant senyals infrarojos (IR) o per salt de freqüència o per espectre ensanat de seqüència directa (DSSS) a la banda de freqüència d'Industrial Scientific Medical a 2,4. GHz. IR va seguir sent una part de l'estàndard fins a IEEE 802.11-2016, però mai es va implementar.
L'estàndard original també defineix l'accés de sentit de portadora 0 amb evitació de col·lisions (CSMA/CA) com el mètode d'accés mitjà. Es sacrifica un percentatge important de la capacitat de canal brut disponible (mitjançant els mecanismes CSMA/CA) per tal de millorar la fiabilitat de les transmissions de dades en condicions ambientals diverses i adverses.
IEEE 802.11-1999 també va introduir la unitat de temps binària TU definida com 1024 μs.
Almenys set productes comercials diferents, una mica interoperables, van aparèixer amb l'especificació original, d'empreses com Alvarion (PRO.11 i BreezeAccess-II), BreezeCom, Digital / Cabletron (RoamAbout), Lucent, Netwave Technologies (AirSurfer Plus i AirSurfer Pro), Symbol Technologies (Spectrum24) i Proxim Wireless (OpenAir i Rangelan2). Una debilitat d'aquesta especificació original era que oferia tantes opcions que la interoperabilitat de vegades era difícil d'aconseguir. Realment és més una "especificació beta" que una especificació rígida, que inicialment permet als venedors de productes individuals la flexibilitat per diferenciar els seus productes, però amb poca o cap interoperabilitat entre venedors.

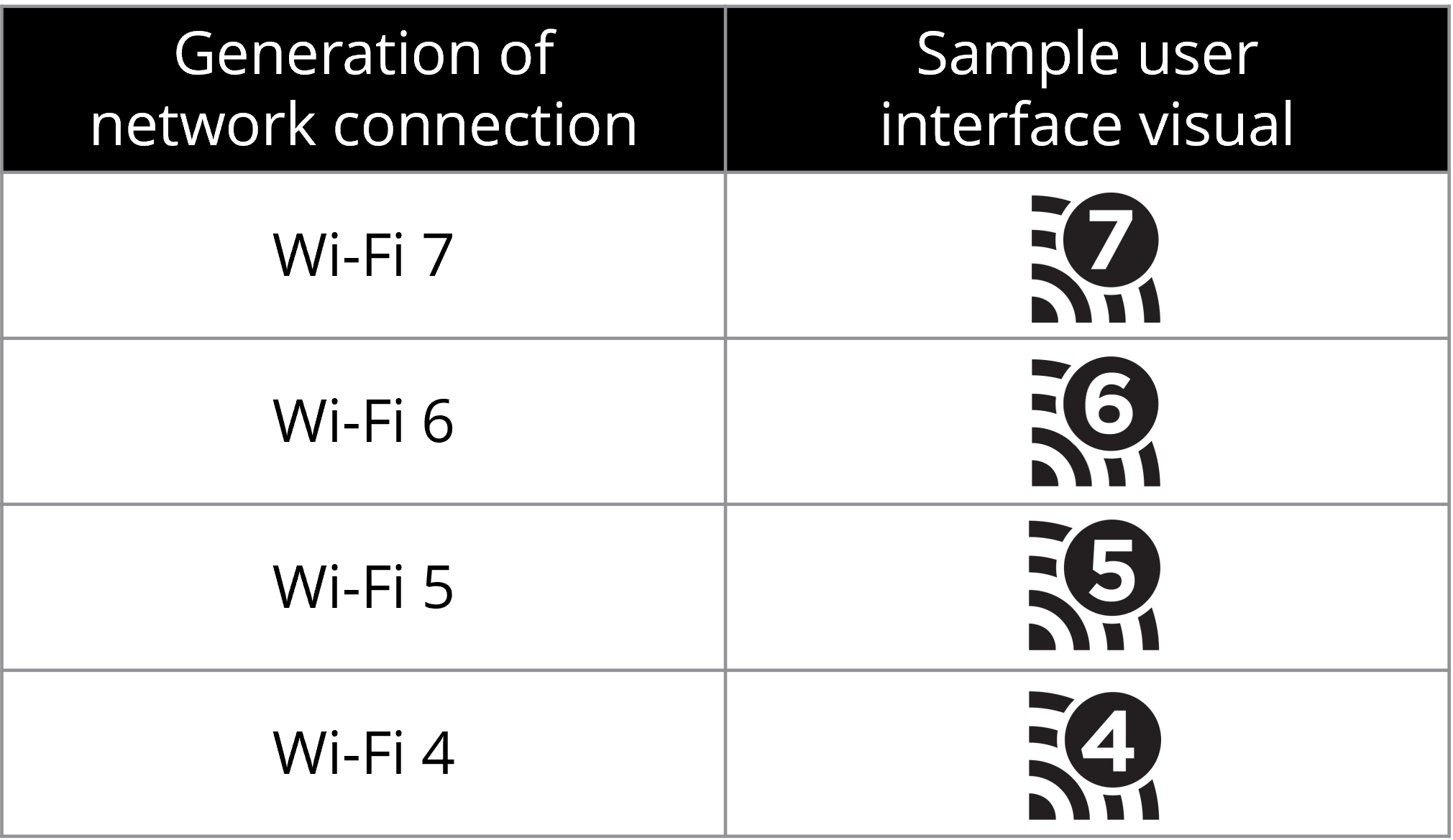

La versió DSSS del llegat 802.11 es va complementar (i popularitzar) ràpidament amb l'esmena 802.11b el 1999, que va augmentar la velocitat de bits a 11 Mbit/s. L'adopció generalitzada de les xarxes 802.11 només es va produir després del llançament de 802.11b, la qual cosa va donar lloc a que diversos productes interoperables estaven disponibles de diversos proveïdors. En conseqüència, es van implementar comparativament poques xarxes amb l'estàndard 802.11-1997.